# Martín Rodríguez (futbolista argentino)
Martín Rodríguez (29 de mayo de 1998) es un futbolista argentino que se desempeña como lateral por izquierda en el Colegiales de la Primera B de Argentina. Su ficha pertenece al Club Ferro Carril Oeste.

## Trayectoria

### Ferro
Realizó todas las divisiones inferiores en el club de Caballito, donde si bien firmó contrato hasta diciembre del 2023 aún no pudo debutar ni fue convocado al banco de suplentes.

### Colegiales
En septiembre de 2020 se confirma la llegada a préstamo al cole para disputar el Campeonato de Primera B 2021, llega junto con Francisco García y debería retornar a Ferro el 31 de diciembre del 2021. Disputó un total de 12 partidos sin convertir goles. Se consagran campeones del campeonato apertura, pero pierden con Sacachispas la final por el ascenso a la Primera B Nacional.
Si bien debía retornar a Ferro, el equipo de Munro consigue extender la cesión del jugador de cara al Campeonato de Primera B 2022, donde estaría más afianzado como el lateral izquierdo titular del equipo.

## Estadísticas
Actualizado al 28 de octubre de 2024

| Ferro Argentina | 2.ª           | 2020          | 0   | 0 | 0 | 0 | — | — | 0   | 0 | 0    |
| Ferro Argentina | Total         | Total         | 0   | 0 | 0 | 0 | 0 | 0 | 0   | 0 | 0    |
| Colegiales Argentina | 3.ª           | 2021          | 12  | 0 | 0 | 0 | — | — | 12  | 0 | 0    |
| Colegiales Argentina | 3.ª           | 2022          | 28  | 1 | 1 | 0 | — | — | 29  | 1 | 0.03 |
| Colegiales Argentina | Total         | Total         | 40  | 1 | 1 | 0 | 0 | 0 | 41  | 1 | 0.02 |
| Ferro Argentina | 2.ª           | 2023          | 33  | 2 | — | — | — | — | 33  | 2 | 0.06 |
| Ferro Argentina | 2.ª           | 2024          | 35  | 0 | — | — | — | — | 35  | 0 | 0    |
| Ferro Argentina | Total         | Total         | 68  | 2 | 0 | 0 | 0 | 0 | 68  | 2 | 0.03 |
| Total carrera | Total carrera | Total carrera | 108 | 3 | 1 | 0 | 0 | 0 | 109 | 3 | 0.03 |
| (1) La copa nacional se refiere a la Copa Argentina y Supercopa Argentina . (2) La copa internacional se refiere a la Copa Sudamericana, Recopa Sudamericana, Copa Libertadores y Copa Suruga Bank. (3) Promedio de goles recibidos por partidos no incluye goles recibidos en partidos amistosos. |               |               |     |   |   |   |   |   |     |   |      |

## Palmarés

### Campeonatos nacionales
| Título                    | Club       | País      | Año  |
| ------------------------- | ---------- | --------- | ---- |
| Torneo Apertura Primera B | Colegiales | Argentina | 2021 |